# Casona de Tudanca
La Casona de Tudanca es un museo-biblioteca que se encuentra situado en Tudanca (Cantabria). Este edificio fue la vivienda habitual de José María de Cossío hasta su muerte en 1977.

## Historia
El edificio fue fundado en 1752 por Pascual Fernández de Linares, un indiano de la localidad que se había enriquecido en Perú.
En mayo de 1975, José María de Cossío llegó a un acuerdo con la Diputación provincial de Santander para la cesión de su casa, las fincas anexas y todas sus posesiones a cambio de una pensión vitalicia. Dos años más tarde, el escritor murió y la propiedad de la casa pasó a depender de la Diputación. En 1983 la localidad donde se encuentra la casa, Tudanca, fue declarada como Bien de Interés Cultural de Cantabria en la categoría de Conjunto Histórico, por su riqueza histórica.
La casa fue visitada por muchos escritores y políticos, amigos de José María, que pasaban temporadas en ella y escribían sobre sus estancias. Rafael Alberti escribió en 1957 La arboleda perdida, donde describía el tiempo que pasó junto a José María. Juan Manuel de la Cuesta, abuelo de José María, también había recibido a ilustres personajes durante mucho tiempo, como Miguel de Unamuno, Carlos Gardel, José del Río Sainz, Gerardo Diego, Giner de los Ríos y Gregorio Marañón, entre otros.
En 2019, el Gobierno de Cantabria anunció la creación de un plan estratégico para mejorar la casa, como la implantación de nuevas tecnologías y su apertura a los investigadores para digitalizar los fondos que contiene.

## Biblioteca
La casa contiene una colección bibliográfica española muy importante, principalmente de los siglos XIX y XX. Contiene Llanto por Ignacio Sánchez Mejías, poema de Federico García Lorca a un torero, y otras obras importantes de escritores de la Generación del 27.